# 사이 온
사이 온(일본어: 蔡温, 1682년 ~ 1761년)은 류큐왕국의 문신이다. 사이 온은 카라나(唐名)이고, 야마토나(大和名)는 구시챤 웨카타 분쟈쿠(具志頭親方文若)이다. 사이우지 구시챤둔치(蔡氏具志頭殿内)의 소조(小祖)로, 구메 36성(久米三十六姓) 출신이다.
삼사관(三司官)을 맡아 내외 정책에 진력하여 하천 공사나 산림 보호에 힘써 류큐의 농업 발전에 공헌하였다. 각종 서적 편찬에도 공헌하여 저작으로 《가내물어》(家内物語), 《독물어》(獨物語), 《자서전》(自敘傳), 《도치요전》(圖治要傳) 및 《사옹편언》(簔翁片言) 등의 저술을 남겼다.

## 생애

### 유년 시절
쇼테이 왕(尙貞王) 13년(1682년) 9월 25일(양력 10월 25일) 자시에 나하(那覇)의 구메무라(久米村, 지금의 나하 시 구메)에서 사이우지 시타하쿠 가(蔡氏志多伯家) 10세 손인 사이 타쿠(蔡鐸)와 그 정실 마고제이(真呉瑞) 사이에서 차남(정실 아들로써는 첫째였다)으로 태어났다.
동왕 24년(1693년) 2월 15일에 12세의 나이로 약수재(若秀才), 27년(1696년) 8월 22일에는 15세로 수재(秀才)가 되었다. 사이 온 스스로 남긴 자전에 따르면 그는 반항적이고 게으른 소년시절을 보냈다고 한다. 아버지 사이 타쿠는 정실 소생인 사이 온을 후사로 삼고자 했지만 자신이 처음 측실에게서 얻은 사이 온보다 두 살 많은 장남을 후사로 삼겠다고 전에 약속해 둔 것이 있었기 때문에 이를 두고 정실 마고제이와 충돌을 빚었고, 이러한 부부간의 견해 차이가 소년 시절의 사이 온에게 영향을 준 것으로 보기도 한다. 그러나 17세 때에 이르러 학문에 뜻을 두고 20세 무렵까지 논어(論語)를 비롯해 많은 책을 통독하였다. 동왕 31년(1700년) 12월 1일 19세로 통사(通事, 통역)으로 임명된 사이 온은 21세의 나이로 훈고사(訓詁師, 한문 독서 교사), 25세에 강해사(講解師, 강담 교사)가 되었다.

### 청 왕조로의 사신 파견과 국사 취임까지
동왕 39년(1708년) 2월 7일에 사이 온은 27세로 중국 청(清) 왕조에 대한 진공존류역(進貢存留役)이 되어 존류통사(存留通事, 중국 체재 현지 통역)으로써 청의 복주(福州)로 부임해 갔다. 11월 3일에 나하를 출발해 17일에 복주에 들어온 사이 온은 복주의 류큐관(琉球館) 가까이 있는 능운사(凌雲寺)라는 절 주지의 주선으로 「호광(湖広)의 사람」이라 자처하는 한 중국인 거사와 만나게 되는데, 거사는 사이 온에게 「책을 읽는 방법만을 지식으로 터득해 있어 봤자 아무 쓸모가 없다」고 지적했고, 이때 사이 온은 실학사상에 눈을 뜨게 되었으며, 거사로부터 양명학(陽明学)에 관한 가르침을 전수받고 쇼에키 왕(尚益王) 원년(1710년) 1월 20일에 복주를 떠나 29일에 류큐로 돌아온다. 귀국한 뒤 몸소 류큐 북부 지역에 대한 시찰에 나선 사이 온은 6월 21일에 도통사(都通事)로 승진한다.
쇼에키 왕 2년(1711년) 4월에 30세가 된 사이 온은 태자 쇼케이(尚敬)의 교사인 세자사직(世子師職) 겸 무근습역(務近習役)으로 임명되고, 이듬해 7월 15일에 쇼에키 왕이 붕어하고 태자가 즉위하자 국사(国師)가 되었다. 이러한 국사의 지위는 류류 왕국에서 사이 온 이전에도, 그 이후에도 존재하지 않았고, 류큐 국 전역을 지도하는 역할을 맡은 막중한 지위였다. 쇼케이 왕 2년(1714년) 8월 1일에 33세로 정의대부(正義大夫)가 되고, 8월 15일에는 장남이 태어났다.
쇼케이 왕 3년(1715년) 1월 27일, 34세로 가쓰렌(勝連), 마기리(間切), 가미야(神谷) 지역의 지토(地頭)로 취임하고 가미야페쿠미(神谷親雲上)가 되었다. 같은 해 슈리아카히라(首里赤平)로 옮겨 살았다. 쇼케이 왕은 3월 18일에 사이 온의 저택을 방문해 사이 온이 몸소 차를 끓여 왕을 대접하기도 했다. 8월 2일에 정치나 도덕 등 제왕학의 기본틀을 서술한 요무휘편(要務彙編)을 저술하였다.

### 책봉 사절로써
쇼케이 왕 4년(1716년에 쇼케이 왕의 즉위에 수반해 책봉사(冊封使)를 구하는 사절단의 부사로 사이 온이 발탁되었고, 11월 15일에 나하를 출발해 베이징(北京)으로 향했으나, 도중에 폭풍을 만나 12월 2일에 구메지마에 표류했다. 이듬해 1월 20일에 다시 구메지마를 출발해 2월 2일부터 7월 12일까지 청의 복주에 머무르다 10월 28일에 베이징에 도착했다. 이듬해 1월 8일에 베이징의 왕부(王府)에 공물을 바치고, 2월 27일에 쇼케이 왕을 류큐의 국왕으로 인정한다는 강희제(康熙帝)의 책봉 칙서를 받았다. 2월 29일에 베이징을 출발한 사신단은 복주를 거쳐 8월 9일에 류큐로 귀국하였다.
쇼케이 왕 7년(1719년) 사이 온은 38세로 자금대부(紫金大夫) 스에요시 웨카타(末吉親方)가 되었다. 6월에 청으로부터 책봉 사절의 배가 나하에 당도했는데, 이 사절의 종자가 많은 화물을 지니고 있었고 이를 류큐 왕부에서 구매해 줄 것을 요구했다. 그러나 당시의 류큐 왕부에서는 이 화물들을 사들일 만한 재력이 없어 500명이나 되는 종자들과 소동을 빚었다. 나하 왕부의 고관들은 협상 방향을 정하지 못해 갈팡질팡하다가 이에 대한 대응을 사이 온에게 일임했다. 사이 온은 류큐의 사정을 설명하고 화물의 평가에 나서, 나라 안에서 화물을 사들이는 데 가격을 치를 수 있을만한 물품을 물색하느라 다시금 소동을 빚었다(청의 책봉 사절은 이듬해 2월 16일에 나하를 떠났다). 6월 13일, 사이 온은 39세의 나이로 산시칸자시키(三司官座敷, 산시칸이 될 수 있는 자격)을 인정받았다.

### 내정 운영
쇼케이 왕 10년(1722년), 일본의 에도 막부(江戸幕府)가 일본 국내의 교호 검지(享保検地)라 불리는 양전사업을 명했다. 류큐 국내에서는 사쓰마 번(薩摩藩)에 의한 류큐 지배가 더욱 강해질지도 모른다는 불안이 커져갔는데, 사이 온은 지배가 강화되지는 않겠지만 이것이 류큐에 대한 증세의 구실이 될 것이라 예상했고, 훗날 그의 예측은 들어맞았다. 그는 동왕 14년(1726년)에 쇼케이 왕과 그 부하 305명이 류큐 북부를 시찰할 것을 독려했다. 동왕 16년(1728년) 10월에 정부 고관들의 천거로 47세로 산시칸(三司官)이 된 사이 온은 동왕 18년(1730년)에 《계도좌규모장》(系図座規模帳)과 《대요좌규모장》(大与座規模帳), 이듬해에는 《위계정》(位階定)을 편찬해 류큐 왕국의 제도들을 성문화하는 데 힘썼다. 《가내물어》(家内物語)는 이 무렵에 편찬된 것이다. 동왕 20년(1732년) 11월 18일에는 민중에 대한 지도서 《어교조》(御教条)를 공포했다. 그 내용은 사이 온 자신이 생각한 내용을 도요카와 웨카타(豊川親方)가 필기한 것으로, 《가언록》(家言録), 《성몽요론》(醒夢要論), 《도치요전》(図治要伝) 등에서 인용한 내용들이 포함되어 있다. 이 책은 류큐 각지에서 읽기 모임이 열렸고, 1879년의 류큐 처분까지도 류큐 내에서 교과서로 쓰였다고 한다. 동왕 23년(1735년)에 나하 부근에 거주하던 직공들을 위해 감세를 실시하기도 했다.
이 무렵 사이 온과 대립하고 있던 헤시키야 츄빈(平敷屋朝敏)이 사이 온을 비판하는 글을 사쓰마 번에 보내는 사건이 발생한다. 사쓰마 번은 이를 도로 류큐 왕부로 돌려 보냈는데, 츄빈과 그 무리 15명이 동왕 22년(1734년) 6월 29일에 처형당했다. 이 해 8월에 농업 제도나 경영에 대해서 풀어 설명한 《농무장》(農務帳)을 저술하였다. 이듬해에는 하네지 오오카와(羽地大川)에서 물난리를 겪었는데 8월 16일에 하천 개수를 지시받고 8월 22일에 현지로 가서 11월 17일에 완성하였다. 12월 10일에는 산림 관리 역할을 명령받은 사이 온은 동왕 24년(1736년) 11월 13일부터 이듬해 3월 3일까지 몸소 류큐 북부 산림들을 순시하고, 각지의 산림 관리를 지휘하는 한편 산림 관리 방법을 적은 《산산법식》(杣山法式)으로 정리한다.
또한 이 해부터 에도 막부에서는 다시 겐몬 검지(元文検地)라 불리는 양전 사업을 실시했는데, 동왕 34년(1746년)에 《사옹편언》(簔翁片言), 이듬해 9월에 《산산법식사차》(杣山法式仕次)를 서술하였다. 동왕 38년(1750년)에 슈리에서 일본의 나고(名護)로의 천도나 나고로 이어지는 운하 건설 요구가 높아지자 이들 논쟁을 수습하고자 나고에 삼부용맥비(三府龍脈碑)를 세운다. 같은 해에 《독물어》(独物語)를 지었다.

### 만년
쇼케이 왕이 재위 40년만인 서기 1752년에 사망하자 사이 온은 스스로 물러나기를 청했지만, 사쓰마 번의 지시로 산시칸에서 물러나는 것 외에는 나머지 지위를 그대로 유지해야 했다. 9월 29일에 산시칸에서 물러나 10월 2일에 자지오색화식관(紫地五色花織冠)의 지위를 받았다. 쇼보쿠 왕(尙穆王) 3년(1754년)에 《성몽요론》(醒夢要論)을 지었다. 동왕 5년(1756년) 6월에 청의 책봉사가 방문했는데, 이때에도 사이 온이 나서서 화물 평가를 맡았다. 이듬해 1월 29일에 책봉사가 돌아가고 나서 2월 21일에 76세로 다시 은거를 청했다고 한다. 자서전(自叙伝)은 이 무렵에 저술된 것이다. 1762년 1월 23일에 80세로 세상을 떠났다.